# CHMP2A
CHMP2A‏ (Charged multivesicular body protein 2A) هوَ بروتين يُشَفر بواسطة جين CHMP2A في الإنسان.